# Caso María Teresa Giménez
El caso María Teresa Giménez fue un caso judicial en el que se enjuicio a una supuesta vidente, llamada María Teresa Giménez, que se hacía llamar "profesora". Finalmente, 10 de noviembre de 1993, fue condenada a dos años de prisión, por estafar a dos de sus clientes por la suma de 33 mil pesos argentinos (en ese momento, en paridad con el dólar estadounidense). La sentencia, dictada por el Tribunal Oral en lo Criminal nº 15 de Buenos Aires, fue la primera de su tipo, que sentó un precedente jurídico.
La condenada publicitaba sus servicios en el rurbo 60 del diario Clarín, y lo siguió haciendo hasta unos días antes de la sentencia. En el mismo anunciaba lo siguiente:

PROFESORA GIMENEZ
VIDENTE
CON ESTE DON SE NACE NO SE APRENDE SE HEREDA
SOLAMENTE DIOS CORTA TODO MAL DESCONOCIDO

DIOS NO TIRA TAROT NI DA VELAS. CON LO QUE YO
HEREDE MIRAR A LOS OJOS ES SUFICIENTE.
SI UD. TIENE CUALQUIER CLASE DE PROBLEMAS
VENGA. PARA MI NO ES UN JUEGO NI UN COMERCIO.
SI CREE EN DIOS, VENGA. SI NO: NO VENGA.
PARA DIOS NADA ES IMPOSIBLE.
Aracel $20…

Ambos clientes habían sido estafados de manera independiente, con la misma metodología. Mediante ciertos trucos de ilusionismo, María Teresa Giménez los convenció de que su dinero estaba "enyetado" (esto es, que les traía mala suerte), por lo que había que quemarlo o arrojarlo al río. Entre los trucos se encontraba el uso de algodones y limones que al pasarlos por el cuerpo de las víctimas, aparecían con un líquido rojo que supuestamente era sangre. Éstos eran usados como demostración de que los estafados tenían un daño mágico.
En el juicio testificaron como peritos los ilusionistas Enrique "Kartis" Carpinetti y Enrique Ladislao Márquez. Explicaron cómo mediante trucos sustituía el paquete con dinero que decía que iba a destruir por otro, quedándose con el dinero para ella.

En el allanamiento a su morada se encontraron los limones inyectados con líquido rojo, jeringas, y fajos de billetes.
En un segmento en el programa televisivo Memoria, de Chiche Gelblung, Enrique Márquez mostró en público algunos de los trucos, dando las explicaciones correspondientes.